# Districtul Brezina
Brezina este un district din provincia El Bayadh, Algeria.